# Skarvholmen
Skarvholmen est une île dans le landskap Sunnhordland du comté de Vestland. Elle appartient administrativement à Masfjorden.

## Géographie
Rocheuse et couverte d'une légère végétation, elle s'étend sur environ 498 m de longueur pour une largeur approximative maximale de 156 m.